# Universitat Northeastern
La Universitat Northeastern, Northeastern University ('NU) amb el sobrenom de Huskies, és una universitat privada de recerca científica sense ànim de lucre ubicada Boston, Massachusetts. Té campus a Charlotte, Carolina del Nord i Seattle, Washington.
Té uns 16.000 estudiants per sota de graduat (undergraduates) i gairebé 8.,000 estudiants graduats. Northeastern està categoritzada com una RU/H Research University (alta activitat de recerca) per la Carnegie Classification of Institutions of Higher Education. El 2011, Northeastern obrí el George J. Kostas Research Institute for Homeland Security.
El seu pressupost és $616.6 milions
Northeastern té un programa d'educació cooperativa que integra estudis a classe amb experiència professional a tot el món. El curs 2012-2013, 7.968 estudiants participaren en el programa co-op.

## Història

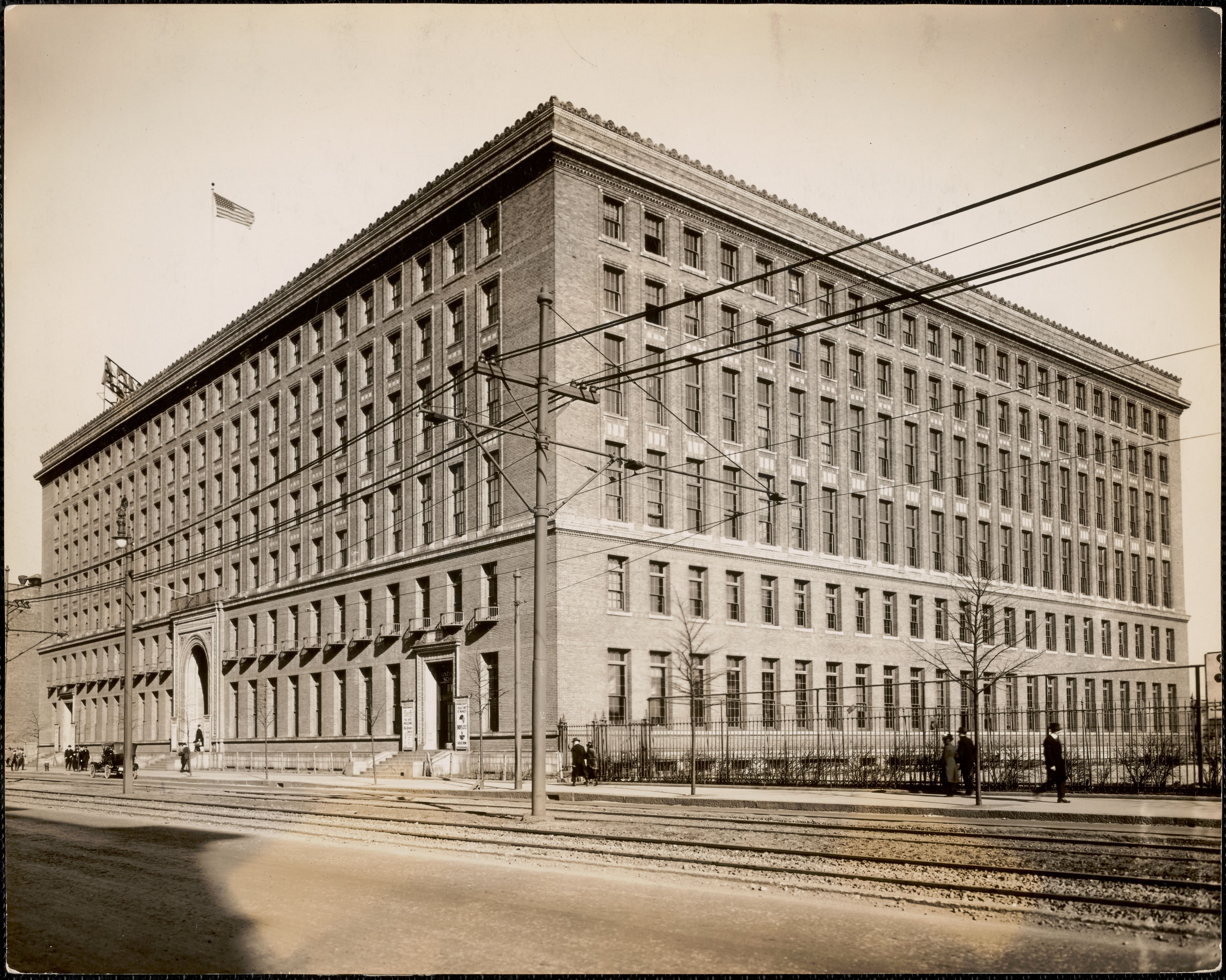
La Huntington Avenue YMCA cap a 1920, seu del "Evening Institute for Younger Men"

Fundat el 1898 com "Evening Institute for Younger Men" a la Huntington Avenue YMCA, la primera classe nocturna va tenir lloc el 3 d'octubre de 1898. La primera escola de Dret es va establir aquell any amb l'ajut d'un Advisory Committee, amb la Harvard University School of Law, i la Boston University School of Law, i el jutge James R. Dunbar. El 1916, es va incorporar legalment Northeastern College dins el sistema universitari. El març de 
1922, es va canviar el nom de la Universitat va canviar des de Northeastern College a Northeastern University.
Després de la Segona Guerra Mundial, Northeastern va començar a admetre dones A principis de la dècada de 1980 tenia prop de 60.000 estudiants. A principi de la dècada de 1990 es van reduir a uns 2.800 estudiants. Actualment en té uns 20.000

### Colleges i escoles
Els colleges llistats inclouen escoles i graus oferts:
- College of Arts, Media and Design (BA, BFA, BS, MS, MA, MPA, PhD)
  - School of Architecture
  - School of Journalism
- D'Amore-McKim School of Business (BSBA, BSIB, MBA, MS)
  - School of Technological Entrepreneurship (MS)
- College of Computer and Information Science
- College of Engineering (BS, MS, PhD)
  - Department of Bioengineering
  - Department of Chemical Engineering
  - Department of Civil and Environmental Engineering
  - Department of Electrical and Computer Engineering
  - Department of Mechanical and Industrial Engineering
- Bouvé College of Health Sciences (BS, MS, Pharm.D, PhD)
  - The School of Nursing (BS, MS, MPH, DPT, Au.D)
  - The School of Pharmacy (Pharm.D, MS, BS, PhD)
- College of Professional Studies (AS, BA, BS, MA, MS, M.Ed, Ed.D., LP.D.)
  - School of Education
  - English Language Center
  - Lowell Institute School
  - World Languages Center
- College of Science
  - Department of Biology
  - Department of Chemistry and Chemical Biology
  - Department of Marine and Environmental Sciences
  - Department of Mathematics
  - Department of Physics
  - Department of Psychology
- College of Social Science and Humanities
  - School of Criminology and Criminal Justice (BS, MS, PhD)
  - School of Public Policy and Urban Affairs
  - Department of Law and Public Policy (MS, PhD)
- School of Law (J.D.)

### Recerca
Els centres de recerca i Instituts a Northeastern inclouen:
- Advanced Scientific Computation Center
- Sterilization Anti–microbial Discovery Center
- Barnett Institute of Chemical and Biological Analysis
- Bernard M. Gordon Center for Subsurface Sensing and Imaging Systems
- Brudnick Center on Violence and Conflict
- Center for High-Rate Nanomanufacturing
- Center for Communications and Digital Signal Processing
- Center for Community Health
- Center for Family Business
- Center for Microcontamination Control
- Center for Microwave Magnetic Materials and Integrated Circuits
- Center for Labor Market Studies
- Center for Pharmaceutical Biotechnology and Nanomedicine
- Center for Urban Environmental Studies
- Center for Urban and Regional Policy
- Center for Work and Learning
- Domestic Violence Institute
- Electronic Materials Research Institute
- Institute for Complex Scientific Software
- Institute for Global Innovation Management
- Institute for Information Assurance
- Institute for Security and Public Policy in Criminal Justice
- Institute on Race and Justice
- Institute on Urban Health Research
- Marine Science Center
- National Education and Research Center for Outcomes Assessment in Healthcare
- New England Inflammation and Tissue Protection Institute
- Public Health Advocacy Institute
- Sport in Society (anteriroment el Center for the Study of Sport in Society)
- STEM Education Center